# No nos moverán (película)
No nos moverán es una película de drama, sátira y comedia mexicana, dirigida por Pierre Saint-Martin Castellanos en su ópera prima, escrita por Iker Compeán Leroux junto a Saint-Martin y protagonizada por la primera actriz Luisa Huertas como Socorro, junto a Juan Carlos Colombo, Rebeca Manríquez, Agustina Quinci, Alberto Trujillo, José Alberto Patiño y Pedro Hernández. 
Filmada en blanco y negro, la cinta es un retrato ficticio semi anecdótico sobre las vivencias de la madre del director a raíz de la muerte de su hermano durante los movimientos sociales de 1968. La película tuvo su estreno en el Festival Internacional de Cine de Guadalajara en 2024, donde ganó el premio a Mejor Película, y su estreno comercial en salas de cine será el 24 de julio del 2025. En la 67° edición de los Premios Ariel, No nos moverán obtuvo 10 nominaciones, incluyendo Mejor Película, Mejor Dirección, Mejor Actriz, Mejor Coactuación Femenina, Mejor Guion Original y Mejor Ópera Prima.

## Premisa
Socorro es una abogada deprimida que lleva décadas buscando justicia por el asesinato de su hermano durante la Masacre de Tlatelolco. Cuando el caso obtiene nueva información, Socorro pondrá en riesgo su patrimonio, su familia y su vida por hallar al soldado responsable de matar a su hermano.

## Elenco
- Luisa Huertas como Socorro
- Juan Carlos Colombo como Dr. Candiani
- Pedro Hernández como Jorge
- José Alberto Patiño como Siddartha
- Agustina Quinci como Lucía
- Rebeca Manríquez como Esperanza

## Producción

### Rodaje
La película fue filmada íntegramente en la Ciudad de México. César Gutiérrez Miranda sirvió como director de fotografía.

### Elenco
Según palabras del director, la actriz Luisa Huertas siempre estuvo en su mente para dar vida a Socorro. Juan Carlos Colombo, Pedro Hernández, José Alberto Patiño, Agustina Quinci y Rebeca Manríquez cerraron el reparto. Luis Maya fungió como director de casting.

## Estreno
La cinta tuvo su estreno el 15 de junio de 2024 en el Festival Internacional de Cine de Guadalajara, y en Francia tuvo su estreno el 11 de diciembre de 2024 en el Festival Viva México en París. En México, tuvo su estreno durante el Festival Internacional de Cine de Guadalajara, donde ganó el premio a Mejor Película, y bajo la distribución de Pimienta Films tendrá su estreno nacional en cines comerciales el 24 de julio.

## Premios y nominaciones

#### Premios Ariel
| Año  | Categoría                  | Resultado | Nominación                               |
| ---- | -------------------------- | --------- | ---------------------------------------- |
| 2025 | Mejor película             | Nominada  | No nos moverán                           |
| 2025 | Mejor dirección            | Nominado  | Pierre Saint-Martin Castellanos          |
| 2025 | Mejor actriz               | Nominada  | Luisa Huertas                            |
| 2025 | Mejor coactuación femenina | Nominada  | Agustina Quinci                          |
| 2025 | Mejor revelación actoral   | Nominado  | José Alberto Patiño                      |
| 2025 | Mejor guion original       | Nominados | Pierre Saint-Martin, Iker Compean Leroux |
| 2025 | Mejor música original      | Nominado  | Alejandro Otaola                         |
| 2025 | Mejor diseño de arte       | Nominada  | Alisarine Ducolomb                       |
| 2025 | Mejor ópera prima          | Nominada  | No nos moverán                           |
| 2025 | Mejor edición              | Nominados | Roberto Bolado, Raúl Zendejas            |

#### Festival Internacional de Cine de Cali
| Año  | Categoría      | Resultado | Nominación                      |
| ---- | -------------- | --------- | ------------------------------- |
| 2024 | Mejor película | Nominada  | Pierre Saint-Martin Castellanos |

#### Feratum Film Fest
| Año  | Categoría      | Resultado | Nominación                                        |
| ---- | -------------- | --------- | ------------------------------------------------- |
| 2024 | Mejor película | Ganadora  | Pierre Saint-Martin Castellanos y Víctor Leycegui |
| 2024 | Mejor actriz   | Ganadora  | Luisa Huertas                                     |

### Festival de Cine de Virginia
| Año  | Categoría      | Resultado | Nominación                      |
| ---- | -------------- | --------- | ------------------------------- |
| 2024 | Obra narrativa | Ganadora  | Pierre Saint-Martin Castellanos |

### Festival de Cine Iberoamericano de Huelva
| Año  | Categoría                   | Resultado | Nominación                                        |
| ---- | --------------------------- | --------- | ------------------------------------------------- |
| 2024 | Mejor actriz                | Ganadora  | Luisa Huertas                                     |
| 2024 | Premio Casa de Iberoamérica | Ganadora  | Pierre Saint-Martin Castellanos                   |
| 2024 | Mejor película              | Nominada  | Pierre Saint-Martin Castellanos y Víctor Leycegui |

### Trieste Film Festival of Latin American Cinema
| Año  | Categoría      | Resultado | Nominación                                        |
| ---- | -------------- | --------- | ------------------------------------------------- |
| 2024 | Mejor película | Nominada  | Pierre Saint-Martin Castellanos y Víctor Leycegui |

### Festival de Cine Latinoamericano de Toulouse
| Año  | Categoría                  | Resultado | Nominación                      |
| ---- | -------------------------- | --------- | ------------------------------- |
| 2024 | Largometraje de ficción    | Nominada  | Pierre Saint-Martin Castellanos |
| 2024 | Premio CCAS                | Ganadora  | Pierre Saint-Martin Castellanos |
| 2024 | Mejor película             | Ganadora  | Pierre Saint-Martin Castellanos |
| 2024 | Mejor de la crítica (SFCC) | Ganadora  | Pierre Saint-Martin Castellanos |

### Muestra Internacional de Cine de São Paulo
| Año  | Categoría                        | Resultado | Nominación                      |
| ---- | -------------------------------- | --------- | ------------------------------- |
| 2024 | Competición de nuevos directores | Nominada  | Pierre Saint-Martin Castellanos |

### Festival Internacional de Cine de Guadalajara
| Año  | Nombre del Premio | Categoría                        | Resultado | Nominación                      |
| ---- | ----------------- | -------------------------------- | --------- | ------------------------------- |
| 2024 | Premio Mezcal     | Mejor película/Mejor ópera prima | Ganadora  | Pierre Saint-Martin Castellanos |

### Festival du Film Policier de Cognac
| Año  | Categoría      | Resultado | Nominación                      |
| ---- | -------------- | --------- | ------------------------------- |
| 2024 | Mejor actriz   | Ganadora  | Luisa Huertas                   |
| 2024 | Mejor película | Nominada  | Pierre Saint-Martin Castellanos |